# Sâu phao
Sâu phao (Danh pháp khoa học: Nymphula depunctalis) là một loài sâu trong họ Pyralidae, chúng là loài gây hại trên cây lúa. Hay còn gọi là sâu phao đục bẹ vì cách thức, thời điểm sinh sống giống như sâu phao nhưng cách gây hại lại giống như sâu đục thân.

## Đặc điểm
Ngài nhỏ, mỏng manh, màu trắng tuyết với những đốm vàng nâu nhạt ở cả hai cánh. Trứng tròn, vàng nhạt, đẻ thành 1 – 2 hàng ở bẹ lá hoặc mặt dưới lá gần mặt nước. Sâu non xanh trong, đầu vàng nâu, có 5 tuổi, dài khoảng 20 mm khi đẫy sức. Nhộng làm tổ ở những ống lá màu nâu ở gần gốc lúa. Vòng đời của chúng từ 28-42 ngày trong đó giai đoạn trứng: 3-5 ngày và Sâu non 20-30 ngày. Nhộng: 5-7 ngày còn trưởng thành: 2-4 ngày. Ngài hoạt động vào ban đêm, ưa mùi chua ngọt, thích ánh sáng nhưng yếu.

## Gây hại
Sâu phao gây hại lúa ở giai đoạn ấu trùng, cắn lá cây lúa non thành từng đoạn, rồi cuộn lại sống trong ống lá rơi xuống mặt nước được gọi là sâu "phao". Sâu non tuổi 1 – 2 gặm bề mặt lá, rồi ăn khuyết từng miếng nhỏ, từ tuổi 3 trở đi có thể cắn đứt hẳn lá, dảnh mạ, lúa. Sâu thường ăn vào ban đêm, đối với những ngày trời râm mát, mưa phùn sâu có thể phá cả ngày. Sâu làm nhộng ở các khe nứt nẽ, vùng đất xung quanh gốc lúa. Sâu thường phá thời kỳ mạ, lúa đẻ nhánh, sâu thường phá rất nhanh có thể cắn trụi ruộng này sang ruộng khác, những năm mưa nhiều ngập úng sâu thường phá mạnh.